# Metaalschuim

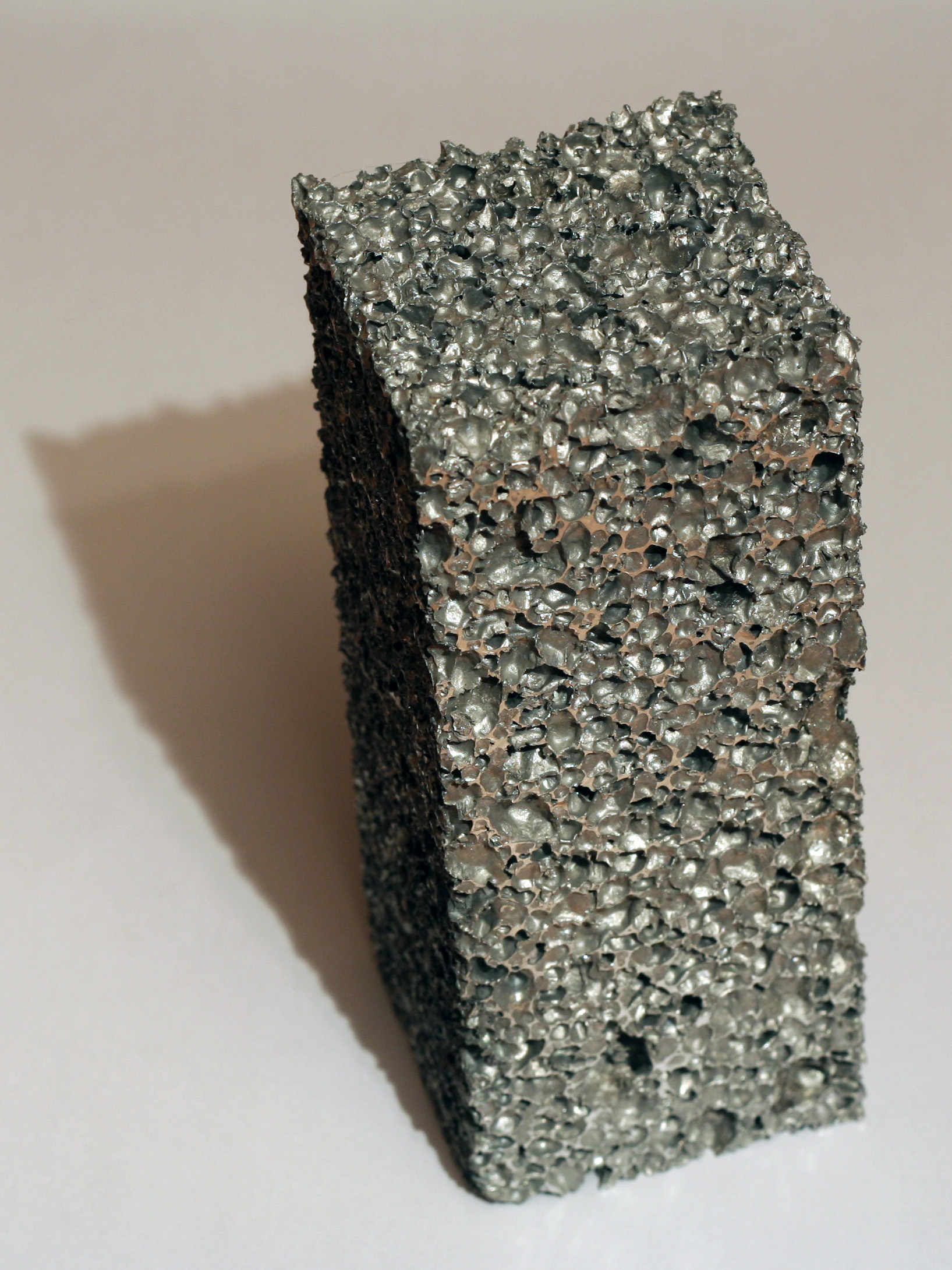
Dichtcellig aluminium schuim.

Metaalschuim is schuim gemaakt van metalen. Het kenmerk van een metaalschuim is dat het holle ruimten heeft die de dichtheid van het materiaal verlagen. Het meest toegepaste metaal is aluminium of legeringen van aluminium.

## Fabricage
Metaalschuim wordt meestal gemaakt door metaalpoeder te mengen met metaalhydride. Vervolgens wordt het verwarmde mengsel in een matrijs gegoten of tijdens het extrusieproces samengedrukt. Doordat tijdens het samendrukken de temperatuur boven het smeltpunt van de metaalhydride komt, komt waterstofgas vrij. Hierdoor ontstaat schuimvorming. Een andere manier om metaalschuim te produceren is door gas in het vloeibare metaal te blazen. Om het schuimproces te verbeteren worden hulpstoffen (10-20 volumeprocent) zoals siliciumcarbide of aluminiumoxide toegevoegd.

## Toepassing
Metaalschuimen hebben een groot energie-absorptievermogen. Om deze reden worden metaalschuimen veel toegepast in crashconstructie-elementen. Andere toepassingen zijn hitteschilden, filters en katalysatoren.

## Externe bronnen
- Metaallschuim (de:taal)
- Fraunhofer-Institut Schuimcentrum (de: taal)
- Fraunhofer-Institut Fabricage techniek (de: taal)